# 岩田英二
岩田 英二（いわた えいじ、1896年（明治29年）1月15日 - 1970年（昭和45年）10月21日）は、大日本帝国陸軍軍人。最終階級は陸軍少将。兵科は砲兵科。

## 経歴
1896年（明治29年）に愛知県で生まれた。陸軍士官学校第28期卒業。1939年（昭和14年）10月に野砲兵第39連隊長（第11軍・第39師団）に就任し、日中戦争に出動して、宜昌作戦などに参加した。1941年（昭和16年）3月1日に陸軍大佐に進級し、11月1日に陸軍野戦砲兵学校教官に転じた。
1944年（昭和19年）8月に陸軍野戦砲兵学校附となり、1945年（昭和20年）6月10日に陸軍少将進級と同時に第3砲兵団長に着任。7月25日に第3砲兵司令官（第1総軍・第13方面軍・第54軍）に就任し、愛知県新城に布陣し、本土決戦に備える中で終戦を迎えた。
1947年（昭和22年）11月28日、公職追放仮指定を受けた。